# Teofil Bojanowski

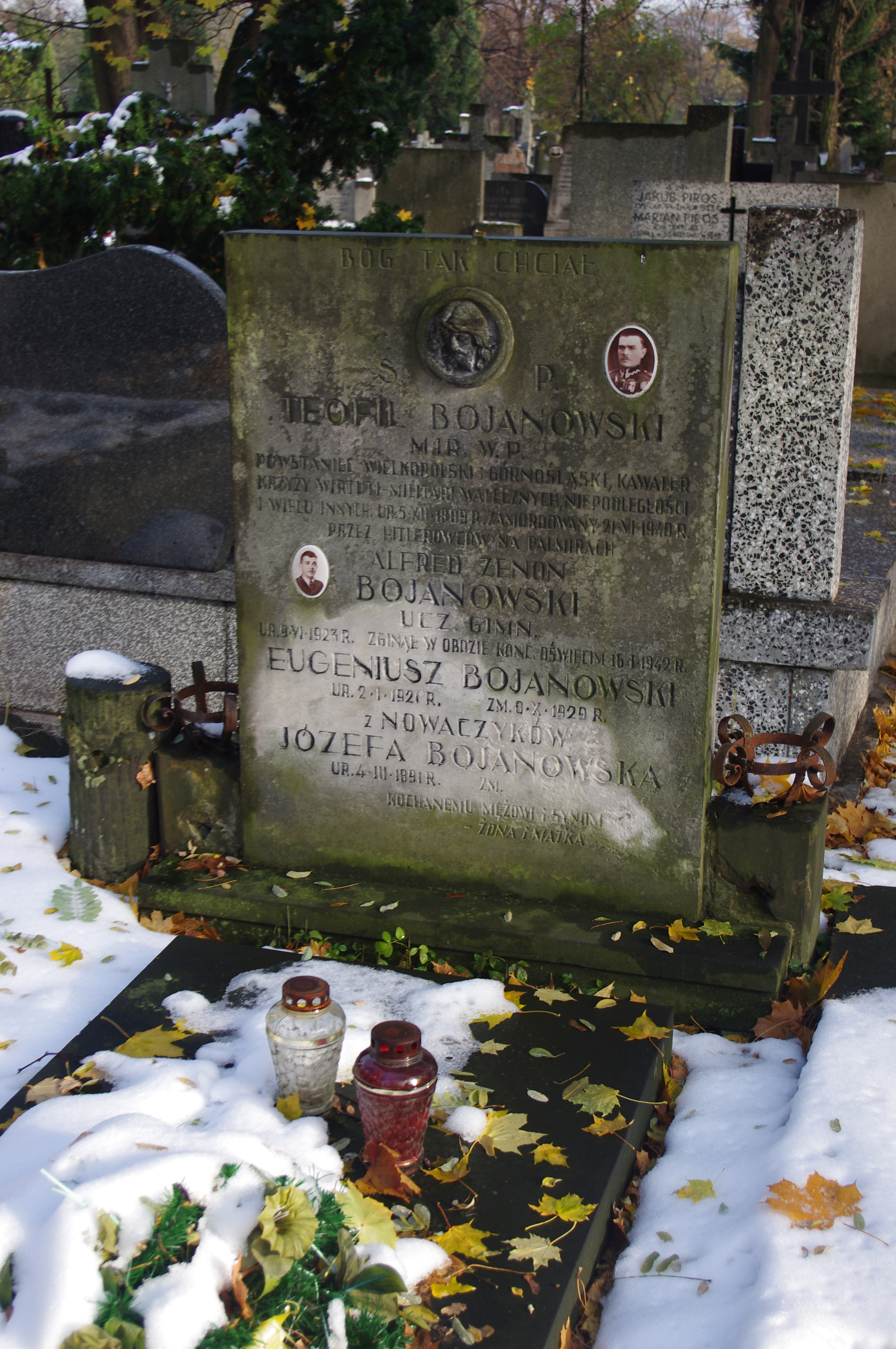
Grób rodziny Bojanowskich na Cmentarzu Bródnowskim

Teofil Bojanowski (ur. 5 grudnia 1889 w Jarząbkowie, zm. 21 czerwca 1940 w Palmirach) – major saperów Wojska Polskiego, powstaniec wielkopolski i śląski, kawaler Orderu Virtuti Militari.

## Życiorys
Urodził się w rodzinie Franciszka i Michaliny z Jochemskich. Służył z poboru w armii niemieckiej. Po zakończeniu I wojny światowej wziął udział w powstaniu wielkopolskim, dowodząc oddziałem m.in. w zwycięskiej potyczce pod Zdziechową. Służył w 4 pułku strzelców wielkopolskich, który w styczniu 1920 roku został przemianowany na 58 pułk piechoty wielkopolskiej. W jego szeregach wziął udział w wojnie polsko-bolszewickiej. Walczył także w III powstaniu śląskim. 
3 maja 1922 roku został zweryfikowany w stopniu kapitana ze starszeństwem z dniem 1 czerwca 1919 roku i 105. lokatą w korpusie oficerów inżynierii i saperów, a jego oddziałem macierzystym był wówczas 2 pułk Saperów Kaniowskich w Puławach. Później został przeniesiony do 6 pułku saperów w Przemyślu. W tym pułku, w latach 1923–1924, pełnił obowiązki dowódcy V batalionu saperów. W czerwcu 1925 roku został przeniesiony do batalionu mostowego w Modlinie. 18 lutego 1928 roku został awansowany do stopnia majora ze starszeństwem z dniem 1 stycznia 1928 roku i 15. lokatą w korpusie oficerów inżynierii i saperów. W kwietniu tego roku został przeniesiony do kadry oficerów saperów z równoczesnym przeniesieniem służbowym do Powiatowej Komendy Uzupełnień Modlin na okres sześciu miesięcy w celu odbycia praktyki poborowej. 31 stycznia 1929 roku został przeniesiony w stan spoczynku.
W 1934 roku, jako oficer stanu spoczynku pozostawał w ewidencji Powiatowej Komendy Uzupełnień Warszawa Miasto III. Posiadał przydział do Oficerskiej Kadry Okręgowej Nr I. Był wówczas „przewidziany do użycia w czasie wojny”.
16 kwietnia 1940 roku został zatrzymany i osadzony na Pawiaku. 21 czerwca tego roku został zamordowany w Palmirach i pogrzebany na miejscu egzekucji (mogiła F). Po wojnie został ekshumowany i pochowany na Cmentarzu w Palmirach .
Teofil Bojanowski był żonaty z Józefą z Nowaczyków (ur. 4 marca 1891), z którą miał dwóch synów: Eugeniusza (1921–1929) i Alfreda Zenona (1923–1942).

## Ordery i odznaczenia
- Krzyż Srebrny Orderu Wojskowego Virtuti Militari (13 kwietnia 1921)[13]
- Krzyż Niepodległości (8 listopada 1937)[14]
- Krzyż Walecznych (dwukrotnie)[15]